# Буль, Йован
Йован Буль (серб. Јован Буљ; 1939 — 3 февраля 2010, Белград) — югославский милиционер-регулировщик дорожного движения, прославившийся в Югославии благодаря своей грациозной манере работы.

## Биография
По некоторым данным, Буль занимался балетом в Национальном театре Белграда, а также занимался спортом (футболом и гандболом). С начала 1970-х годов он стал работать регулировщиком движения в Белграде, следя за движением из Теразийского тоннеля, у Дома молодёжи Белграда и на улице Теразие. Неоднократно он был почётным гостем на приёмах в Городской скупщине и у самого Иосипа Броза Тито.
По просьбе британских коллег Буль прибыл в Лондон, где даже проработал регулировщиком на площади Пикадилли. Занял 3-е место на чемпионате мира по изящному регулированию. Был представлен королеве Елизавете II. На пенсию вышел в 1980 году и стал работать продавцом в доме 70 в Новом Белграде, а также охранником на Савском побережье в Белграде.
Скончался 3 февраля 2010 года на 71-м году жизни.